# Proceso competencial por la disolución del Congreso de la República del Perú en 2019
El proceso competencial por la disolución del Congreso de la República del Perú en 2019 fue un proceso constitucional iniciado por el Congreso de la República del Perú contra la decisión del Presidente de la República Martín Vizcarra de disolver el Congreso contenida en el Decreto Supremo N° 165-2019-PCM del 30 de septiembre de 2019, medida que apelaba a la prerrogativa constitucional del presidente de disolver el parlamento cuando este le ha denegado la confianza a dos consejos de ministros. La demanda tuvo por propósito que el Tribunal Constitucional se pronuncie sobre la legalidad de la decisión presidencial. 
El 14 de enero de 2020 el pleno del tribunal debatió las materias puestas a su consideración y por mayoría (4 votos contra 3) declaró la demanda infundada y, por tanto, válido el acto de disolución del parlamento.

## Contexto

### Elecciones generales para el periodo 2016-2021
Las elecciones generales de 2016 en el Perú determinaron un complicado reparto del poder, en el que la agrupación política Peruanos por el Kambio obtuvo la presidencia de la república en la persona de Pedro Pablo Kuczynski pero únicamente 18 de los 130 escaños que componen el congreso unicameral peruano. Por el contrario, la agrupación fujimorista Fuerza Popular, que perdió la presidencia por escaso margen, obtuvo 73 escaños. Debido a la falta de acuerdos y la imposibilidad de una cohabitación, la situación generó prontamente una crisis política de enfrentamiento entre el poder ejecutivo y el congreso.

### Primera cuestión de confianza denegada
Uno de estos enfrentamientos se centró en la política educativa del gobierno, y como consecuencia de ello en septiembre de 2017 la mayoría fujimorista decidió interpelar a la entonces ministra de educación, Marilú Martens, tras lo cual se presentó una moción de censura que, de ser aprobada, hubiera obligado a la ministra a dimitir. Ante este hecho, el presidente del Consejo de Ministros Fernando Zavala Lombardi presentó ante el Congreso una cuestión de confianza sobre la política educativa del gobierno, la cual fue denegada por 77 votos en contra, 22 a favor y 16 abstenciones. Como consecuencia a esta denegatoria, todo el gabinete se vio obligado a renunciar.

### Renuncia de Pedro Pablo Kuckzynski a la presidencia
Otros hechos relacionados con el enfrentamiento entre el Congreso y el Poder Ejecutivo fueron los intentos de destitución contra el presidente Pedro Pablo Kuczynski y su renuncia a la presidencia en marzo de 2018, lo que llevó al hasta entonces vicepresidente Martín Vizcarra a asumir el cargo de presidente.

### Presidencia de Martín Vizcarra
Luego de un breve periodo de apaciguamiento, el enfrentamiento político entre el poder ejecutivo (ahora presidido por Martín Vizcarra) y la mayoría fujimorista en el congreso se reanudó, motivando que el ejecutivo llegara a hacer uso de cuestiones de confianza para impulsar la aprobación de sus propuestas que, en su opinión, el congreso estaba bloqueando o distorsionando. La crisis llegó a un punto crucial cuando el 28 de julio de 2019 el presidente Martín Vizcarra anunció ante el congreso la presentación de un proyecto de reforma constitucional que permitiría acortar su mandato y el del congreso a fin de adelantar las elecciones generales de 2021 a 2020. No obstante, el 26 de septiembre, la Comisión de Constitución del Congreso decidió archivar esta propuesta, a pesar de que muchos congresistas habían pedido que se llevara al pleno del Congreso para su debate. Paralelamente, la mayoría del congreso había decidido emprender la elección de seis de los siete integrantes del Tribunal Constitucional cuyo mandato estaba vencido desde mayo de 2019, iniciando un proceso de selección de magistrados que levantó diversas críticas por su inusitada velocidad y falta de transparencia. Desde el poder ejecutivo y algunos sectores políticos, se llegó a sugerir que el apuro de la agrupación fujimorista Fuerza Popular en cambiar la composición del Tribunal tenía relación con el hecho de que este estaba por emitir pronunciamiento sobre un pedido para terminar con la prisión preventiva de su lideresa Keiko Fujimori. Por su parte, la representante de Fuerza Popular Rosa Bartra rechazó las críticas al proceso de elección de magistrados recalcando que el Congreso ha cumplido escrupulosamente lo que dice la Constitución al respecto.

### Segunda cuestión de confianza considerada denegada por el gobierno
Al conocerse que el Congreso de la República había programado para el lunes 30 de septiembre la votación para elegir a los nuevos magistrados del Tribunal Constitucional, el presidente Vizcarra emitió un pronunciamiento informado que el ejecutivo, a través del Presidente del Consejo de Ministros Salvador del Solar, formularía una cuestión de confianza vinculada a un proyecto de ley destinado a modificar la ley orgánica del Tribunal Constitucional en el extremo referido al procedimiento de elección de sus magistrados. La cuestión de confianza pretendía que el Congreso suspendiera la elección de los magistrados para reanudar dicho proceso una vez que se hubieran aprobado las modificaciones propuestas. El viernes 27 de septiembre, la PCM remitió un oficio al Congreso planteando la cuestión de confianza y solicitando que el ministro Del Solar asista a sustentarla ante el Pleno. La noche del domingo 29 de septiembre, el presidente Vizcarra manifestó en una entrevista que si le denegaban la cuestión de confianza a su gabinete, haría uso de su atribución constitucional de disolver el congreso y convocar a elecciones parlamentarias.
A pesar de que el presidente del Consejo de Ministros había solicitado sustentar la cuestión de confianza "en la primera oportunidad que se reúna el Pleno", la Junta de Portavoces del Congreso decidió que en la sesión del 30 de septiembre se votaría primero la elección de los nuevos magistrados y que solo después se escucharía al ministro Del Solar para la sustentación de la cuestión de confianza. Sin embargo, cuando se inició la sesión para la elección de los magistrados, el jefe del gabinete ministerial ingresó al hemiciclo e intervino en la discusión formalizando la cuestión de confianza por el proyecto de ley presentado, retirándose luego del parlamento. En el acto, la bancada de Nuevo Perú presentó una cuestión previa que planteaba suspender la elección de los magistrados y atender primero la cuestión de confianza planteada por el poder ejecutivo. Esta cuestión previa fue rechazada por 80 votos contra 34. El Congreso continuó con el proceso de elección de los magistrados, logrando obtener la votación calificada (87 votos) para uno de ellos (Gonzalo Ortiz de Zevallos Olaechea). Sin embargo, el proceso se truncó cuando se verificó que no se obtendrían los votos requeridos para elegir a los magistrados restantes. Por ello, el presidente del Congreso suspendió la sesión y dispuso que ésta se reanudara a las 4:00 p. m. para debatir la cuestión de confianza planteada por el primer ministro.
Aproximadamente a las 04:15 p. m., el congreso volvió a sesionar e inició el debate de la cuestión de confianza planteada por el ministro Salvador del Solar. Mientras esto ocurría, a las 05:33 p. m. la televisión empezó a transmitir un mensaje a la nación del presidente Vizcarra, quien se refirió al proceder del congreso en horas de la mañana, por lo cual consideraba que la confianza solicitada por el ejecutivo había sido rechazada de manera fáctica. En ese momento, al enterarse del mensaje presidencial, el parlamento procedió a votar la cuestión de confianza, la cual fue aprobada con 50 votos a favor, 31 en contra y 13 abstenciones aproximadamente a las 5:40 p. m.. Un minuto más tarde, el presidente Vizcarra anunció la disolución del congreso.

### Disolución del Congreso
En su mensaje a la nación televisado, de poco más de 10 minutos de duración, el presidente Martín Vizcarra hizo un recuento de las veces en que su gobierno había tenido que plantear cuestiones de confianza ante el Congreso, mencionando también el intento de impedir el ingreso del primer ministro al hemiciclo del Congreso en la mañana de ese día, y al hecho de no haberse dado la prioridad solicitada por este para que se atendiera primero la cuestión de confianza y, por el contrario, se proseguiera con la elección de magistrados al Tribunal Constitucional, por lo cual anunció su decisión de disolver el congreso debido a que su gobierno consideraba que por los hechos (negación de entrada al primer ministro, elección de un magistrado y postergación del debate de la cuestión de confianza) se había negado la confianza al presidente del Consejo de Ministros de manera fáctica.
La noche del mismo 30 de septiembre de 2019, en una edición extraordinaria del Diario Oficial El Peruano, se publicó el Decreto Supremo N° 165-2019-PCM que contendía el acto de disolución del Congreso y la convocatoria a elecciones parlamentarias extraordinarias en 2020. El entonces presidente del Congreso Pedro Olaechea declaró a dicho decreto como «inaplicable».

## Proceso competencial

### Presentación de la demanda y solicitud de medida cautelar
El 10 de octubre de 2019, el presidente de la Comisión Permanente del Congreso (Presidente del Congreso hasta el momento de su disolución), presentó una demanda competencial ante el Tribunal Constitucional con la finalidad de que se declare la nulidad del acto de disolución del Congreso contenido en el Decreto Supremo N° 165-2019-PCM. El petitorio de la demanda le solicitó el Tribunal Constitucional  lo siguiente:
1. Que se declare que el poder ejecutivo no tiene competencia para realizar pedidos de cuestión de confianza respecto de atribuciones que son de competencia constitucional exclusiva del Congreso de la República, ya que ello significa menoscabar dichas atribuciones. Estas son, entre otras, la de aprobar normas de reforma constitucional contemplada en el artículo 206° de la Constitución y la selección y elección de los magistrados del Tribunal Constitucional, contemplada en el artículo 201° de la misma.
2. Que se declare que, cuando el poder ejecutivo, a través de la Presidencia del Consejo de Ministros, realiza un pedido de cuestión de confianza, este solo puede ser otorgado por el Congreso de la República de forma expresa, a través de una votación en el pleno, y no de manera tácita o "fáctica", pues ello implicaría menoscabar las competencias constitucionales del Congreso para aprobarla o denegarla y atentaría contra el principio democrático de toma de decisiones y el principio constitucional de separación de poderes.
3. Que se declare que la cuestión de confianza debe plantearse, debatirse y someterse a votación respetando los procesos establecidos en el Reglamento del Congreso, en función a sus prerrogativas de autorregulación, las cuales se han visto menoscabadas por la forma en que el poder ejecutivo ejerció su competencia para plantear la cuestión de confianza el 30 de septiembre.
4. Que, en razón de los puntos anteriores, se declare la consiguiente nulidad del acto de disolución del Congreso contenido en el Decreto Supremo N° 165-2019-PCM.

Conjuntamente con la demanda, Olaechea presentó una solicitud de medida cautelar con la cual pretendía que, mientras el Tribunal se pronunciaba sobre el fondo, se ordenara restituir el estado de las cosas al momento anterior al acto de disolución cuestionado, es decir, se que se reinstale el Congreso disuelto hasta el pronunciamiento definitivo sobre el fondo de la demanda.

### Decisión del Tribunal sobre la admisibilidad de la demanda y medida cautelar
El 29 de octubre de 2019, el pleno del Tribunal Constitucional votó por unanimidad admitir a trámite la demanda competencial planteada por Olaechea contra el poder ejecutivo, mientras que por 5 votos contra 2 declaró improcedente la solicitud de medida cautelar.
En el Auto de admisión el Tribunal precisó que las funciones de la Comisión Permanente durante el interregno están limitadas a lo dispuesto en el artículo 135° de la Constitución; es decir, a recibir y evaluar los decretos de urgencia emitidos por el Poder Ejecutivo para dar cuenta de ello al nuevo Congreso.

"Ahora bien, de conformidad con la Constitución, la Comisión Permanente, durante el interregno parlamentario, continúa ejerciendo sus funciones. Esto no implica que la Comisión Permanente tenga las facultades del Pleno del Congreso y pueda hacer sus veces, sino que está limitada a lo dispuesto en el artículo 135 de la Constitución. Efectivamente, la Comisión Permanente y el Pleno del Congreso de la República son órganos diferentes y no tienen las mismas competencias, es decir, esta última no es un Pleno reducido, ni tiene sus mismas atribuciones."
Tribunal Constitucional - Auto de Admisibilidad demanda competencial del 29 de octubre de 2019

Al conocerse la admisión a trámite de la demanda competencial, la Presidencia del Consejo de Ministros emitió un pronunciamiento señalando que respeta las decisiones del Tribunal Constitucional "las mismas que son clara muestra de que el Estado de derecho y la democracia están plenamente vigentes en nuestro país".

### Contestación de la demanda por parte del Poder Ejecutivo
Luego de admitida la demanda el Tribunal Constitucional notificó con la misma al Poder Ejecutivo, el cual contaba con un plazo de treinta (30) días para presentar su contestación. El 22 de noviembre de 2019 el Poder Ejecutivo, a través del procurador del Ministerio de Justicia Luis Huerta, presentó su escrito de contestación a la demanda competencial, siendo sus principales argumentos los siguientes:
1. Que al disolver el congreso el presidente ha actuado amparado por el artículo 134° de la Constitución que lo autoriza a hacerlo cuando este le ha denegado la confianza a dos consejos de ministros.
2. Que no se puede interpretar de forma literal que el Congreso solo niega la confianza cuando vota en negativo, sino que esto también se puede dar a través de su conducta, es decir, cuando se comporta en contra de lo que se le ha solicitado.
3. Que tornar en ineficaz la figura de la cuestión de confianza por medio de su aprobación formal por parte del Congreso pero llevando a cabo actos contrarios a lo solicitado, es un fraude a la Constitución.

### Sentencia
Con fecha 6 de enero de 2020 se hizo pública la ponencia del magistrado Carlos Ramos Núñez que proponía declarar infundada la demanda competencial. Posteriormente, con fecha 14 de enero de 2020 se llevó a cabo el debate de la ponencia, el cual fue por primera vez televisado, y durante el mismo los magistrados expresaron sus puntos de vista en relación con la ponencia y a los hechos materia de demanda. Culminadas las deliberaciones la presidenta Marianella Ledesma sometió a votación la ponencia la cual obtuvo cuatro votos a favor y tres en contra, con lo cual la demanda fue declarada infundada. El sentido en que cada magistrado votó fue el siguiente:
| Sentido del voto     | Magistrados                                                                                    | Total votos |
| -------------------- | ---------------------------------------------------------------------------------------------- | ----------- |
| Infundada la demanda | Carlos Ramos Nuñez, Manuel Miranda Canales, Eloy Espinosa-Saldaña, Marianella Ledesma Narváez. | 4           |
| Fundada la demanda   | Ernesto Blume, José Luis Sardón, Augusto Ferrero.                                              | 3           |

Luego de la votación, la Presidenta del Tribunal emitió un pronunciamiento en el que formalmente hizo pública la decisión adoptada, señalando en su comunicado que, al declararse fundada la demanda "se ha considerado constitucional, el acto de disolución del Congreso de la República que tuvo lugar el 30 de septiembre de 2019, por haber negado la confianza a dos Consejos de Ministros", precisando además que los magistrados tienen un plazo de siete días para presentar los fundamentos de sus votos luego de lo cual se publicaría el texto definitivo de la sentencia.